# Max Greggio
Max Greggio, pseudonimo di Massimo Greggio (Padova, 8 maggio 1952), è un fumettista e autore televisivo italiano.

## Biografia
Cresciuto e vissuto a Livorno, si è laureato in Lettere all'Università di Pisa e vive nel 2024 a  Bergamo.

## Carriera
Inizia fin da studente liceale a collaborare con testate importanti quali Re Nudo, Paese Serae più recentemente, Il Tirreno come cronista e disegnatore. 
Nel 1973 comincia la sua collaborazione, ancora attiva, con Il Vernacoliere, allora Livornocronaca, rivista di satira politica e di costume, in massima parte scritta in dialetto livornese (vernacolo),  al quale contribuisce con  fumetti, vignette ed una folta galleria di personaggi, molti dei quali diventati ormai storici e parte del patrimonio culturale della città: Zatàche Caz, Gaìno l'Attiassino, Budiùlik, 'R Troiantropo, L'appuntato Fosforo, L'agente Zerozerobeppe, Sgainator, La Nonna Bionica, Pipaluce, Arvaro 'l Laido ed altri.
Ha collaborato anche con Panorama, Epoca, Smemoranda e Totem Comics.
Verso la metà degli anni ottanta comincia il suo impegno come autore televisivo, firmando programmi come Odiens, Drive In, L'araba fenice, Lupo solitario, Paperissima e Striscia la notizia, di cui, insieme a Lorenzo Beccati e Gennaro Ventimiglia, è uno degli autori storici.